# Procedure avanzate di controllo della comunicazione dati
Nelle telecomunicazioni, l'Advanced Data Communication Control Procedures (o Protocol) (ADCCP) è un protocollo di livello di collegamento dati orientato ai bit sviluppato dall'American National Standards Institute (ANSI) . È funzionalmente equivalente al protocollo ISO High-Level Data Link Control (HDLC). 
Sebbene gli autori degli standard ISO e ANSI abbiano coordinato nella scrittura del loro lavoro, quindi le differenze tra gli standard sono principalmente editoriali, c'è una differenza significativa: la definizione di ADCCP del sottoinsieme di base richiesto per implementare la modalità asincrona bilanciata include il frame RSET, mentre HDLC lo rende opzionale. 
Una delle principali differenze tra i due è il formato non numerato (U). Quando vengono utilizzati numeri di sequenza estesi (7 bit), i frame I e S hanno campi di controllo a due byte.
Come le prime versioni di HDLC,  ADCCP specifica un formato di campo di controllo a 2 byte con il flag P / F duplicato.  Successivamente, le specifiche HDLC, in particolare ISO / IEC 13239, lo hanno modificato per specificare che i frame U hanno campi di controllo di 1 byte in tutti i casi.
| Primo byte | Primo byte | Primo byte | Primo byte | Primo byte | Primo byte | Primo byte | Primo byte | Secondo byte                                                | Secondo byte | Secondo byte | Secondo byte | Secondo byte | Secondo byte | Secondo byte | Secondo byte | Descrizione                                             |
| 0          | 1          | 2          | 3          | 4          | 5          | 6          | 7          | 0                                                           | 1            | 2            | 3            | 4            | 5            | 6            | 7            | Descrizione                                             |
| ---------- | ---------- | ---------- | ---------- | ---------- | ---------- | ---------- | ---------- | ----------------------------------------------------------- | ------------ | ------------ | ------------ | ------------ | ------------ | ------------ | ------------ | ------------------------------------------------------- |
| 0          | N (S)      | N (S)      | N (S)      | P / F      | N (R)      | N (R)      | N (R)      |                                                             |              |              |              |              |              |              |              | I frame, N (S) è un numero di sequenza di invio a 3 bit |
| 1          | 0          | genere     | genere     | P / F      | N (R)      | N (R)      | N (R)      | S frame, N (R) è un numero di sequenza di ricezione a 3 bit |              |              |              |              |              |              |              |                                                         |
| 1          | 1          | genere     | genere     | P / F      | genere     | genere     | genere     | U frame                                                     |              |              |              |              |              |              |              |                                                         |
| 0          | N (S)      | N (S)      | N (S)      | N (S)      | N (S)      | N (S)      | N (S)      | P / F                                                       | N (R)        | N (R)        | N (R)        | N (R)        | N (R)        | N (R)        | N (R)        | I Frame esteso, N (S) è un numero di sequenza a 7 bit   |
| 1          | 0          | genere     | genere     | —0—        | —0—        | —0—        | —0—        | P / F                                                       | N (R)        | N (R)        | N (R)        | N (R)        | N (R)        | N (R)        | N (R)        | S Frame esteso, N (R) è un numero di sequenza a 7 bit   |
| 1          | 1          | genere     | genere     | P / F      | genere     | genere     | genere     | P / F                                                       | —0—          | —0—          | —0—          | —0—          | —0—          | —0—          | —0—          | U Frame esteso (solo ADCCP)                             |